# Julianna Margulies

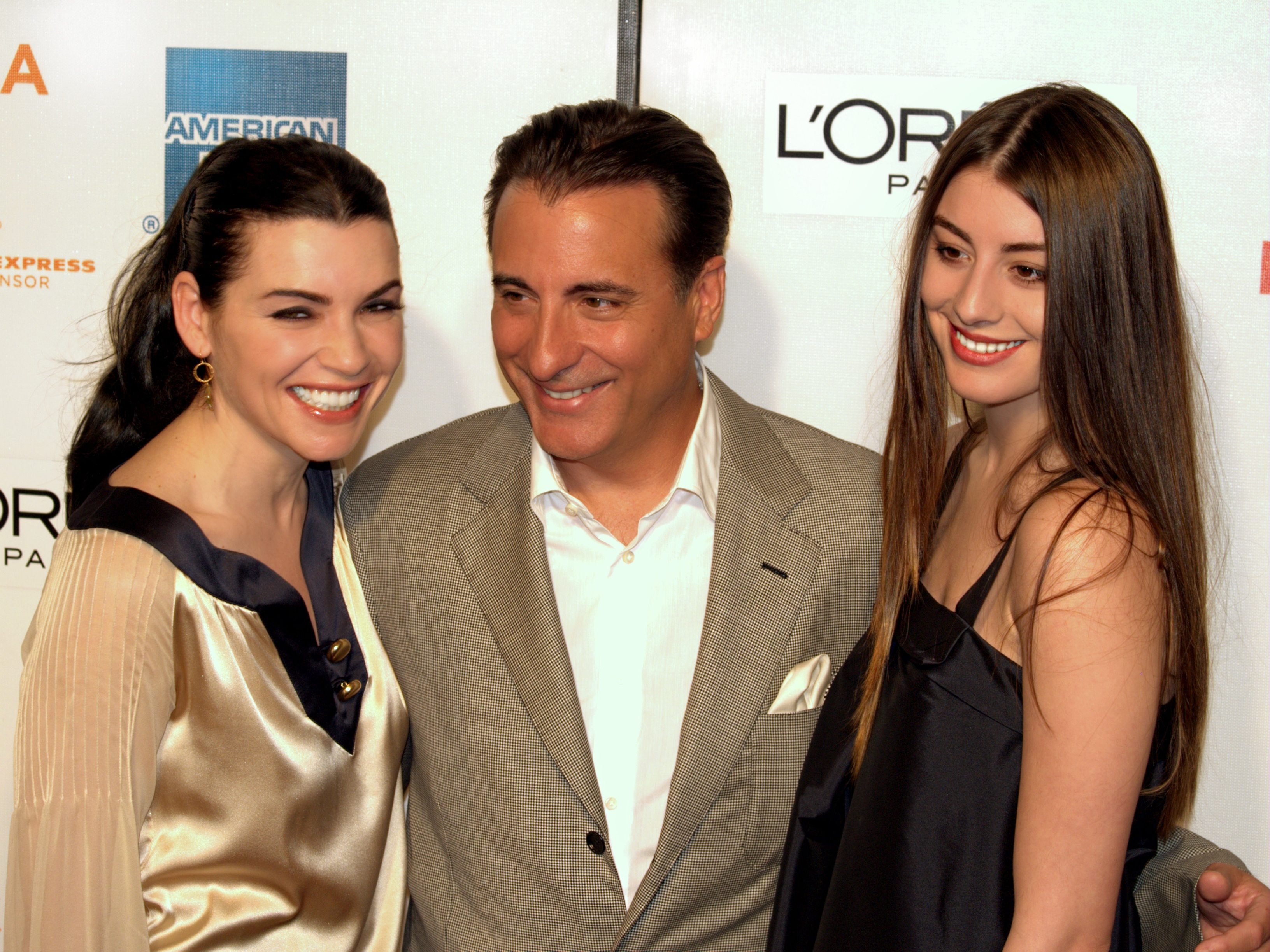
Julianna Margulies, Andy García a jeho dcera Dominik García-Lorido v roce 2009

Julianna Margulies (* 8. června 1966, Spring Valley, New York, USA) je americká herečka. Největší úspěch v kariéře ji přinesla role zdravotní sestry Carol Hathawayové v úspěšném dramatickém seriálu Pohotovost, za kterou obdržela v roce 1995 cenu Emmy. V roce 2009 hrála hlavní roli Alicie Florrickové v seriálu Dobrá manželka, za kterou získala Zlatý glóbus.

## Životopis
Narodila se 8. června 1966 v americkém městě Spring Valley ve státě New York. Je nejmladší ze tří sester. Její matka, Francesca Margulies, byla baletní tanečnice a otec Paul Margulies byl spisovatel. Její rodiče jsou židovského původu. Do USA imigrovali s přistěhovaleckými vlnami z Rakouska, Maďarska a Rumunska.
V dětství žila kromě USA také v Anglii a Francii. Absolvovala základní školu Green Meadow Waldorf School v Rockland County ve státě New York a střední školu High Mowing School v New Hampshire. Poté studovala vysokou školu Sarah Lawrence College, kde získala titul bakalář umění. Na univerzitní půdě se objevila v několika hrách.

## Kariéra
První filmovou roli dostala v roce 1991 ve filmu Nemilosrdná spravedlnost, kde si zahrála po boku Stevena Stegala. V tomto snímku ztvárnila roli prostitutky. V roce 1994 byla obsazena do role zdravotní sestry Carol Hathawayové v seriálu Pohotovost. Její postava se v seriálu pokusila o sebevraždu po vztahu s Dr. Dougem Rossem (George Clooney) a scénář byl napsán tak, že zemře. Nakonec byl ale změněn a Marguliesová hrála v seriálu až do roku 2000 (celkem v šesti řadách). V roce 1995 získala za tuto roli cenu Emmy. Během působení v seriálu byla na tuto cenu každý rok alespoň nominována.
Po odchodu z Pohotovosti působila na divadelních jevištích i ve filmech. Objevila se v mnoha divadelních inscenacích, například ve hře Monology vagíny. V roce 2001 zazářila v televizní minisérii Mlhy Avalonu. Za roli v tomto seriálu byla nominována na zisk Zlatého glóbu. V roce 2002 se objevila ve filmu Evelyn, v němž hrál i Pierce Brosnan. V tomtéž roce si zahrála i ve filmu Loď duchů a podílela se na natáčení dokumentárního filmu Searching for Debra Winger. V roce 2004 se objevila i ve dvou epizodách komediálního seriálu Scrubs a působila v seriálové minisérii The Grid, za kterou byla také nominována na zisk Zlatého glóbu. V roce 2006 hrála v šesti epizodách seriálu Rodina Sopránů. V srpnu 2006 se objevila ve filmu Hadi v letadle a ve sci-fi seriálu Pokoj č. 10.
Při rozhovoru s tvguide.com v roce 2006 uvedla, že by přijala nabídku zahrát si ve čtyřech epizodách Pohotovosti s Noahem Wylem, ale na poslední chvíli se rozhodla jinak. Později ji bylo nabídnuto vrátit se do poslední série, ale tuto nabídku odmítla s tvrzením, že její role Carol Hathawayová opustila seriál v nejlepším okamžiku a nebylo by vhodné, kdyby se vrátila. Nakonec se ale v roce 2009 objevila v jedné epizodě poslední patnácté řady.
V roce 2007 si zahrála ve filmu Darwinovy ceny a v seriálu Zákon podle Canterburyové. Ten byl ale po šesti epizodách zrušen.
V současné době září jako Alicia Florricková v seriálu Dobrá manželka, který produkuje televizní stanice CBS. Za tuto roli obdržela v roce 2009 Zlatý glóbus.

## Osobní život
10. listopadu 2007 se provdala za Keitha Lieberthala. 17. ledna 2008 se jim narodil syn Kieran Lindsay Lieberthal.

## Filmografie

### Filmy

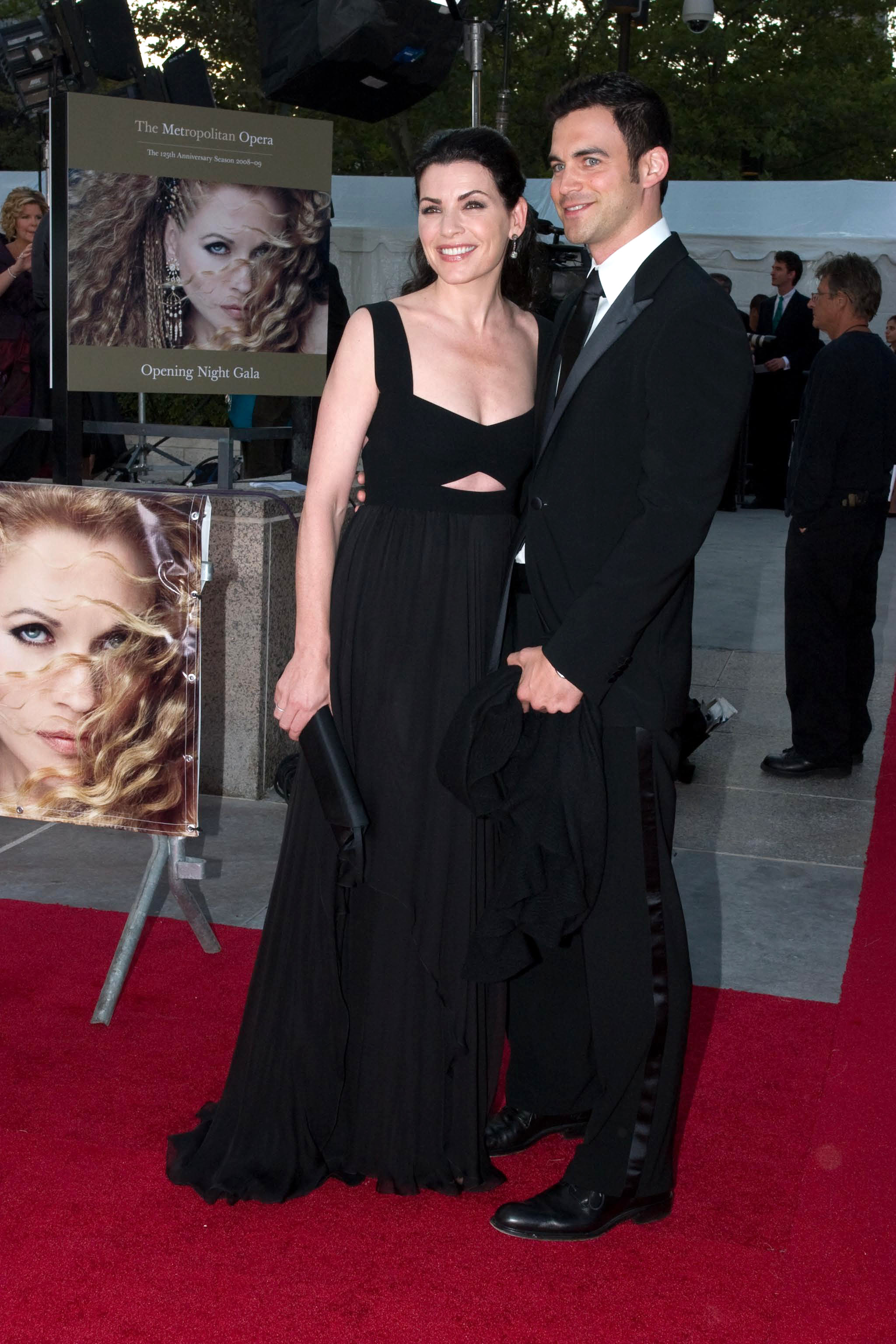
Julianna Margulies se svým manželem v roce 2008

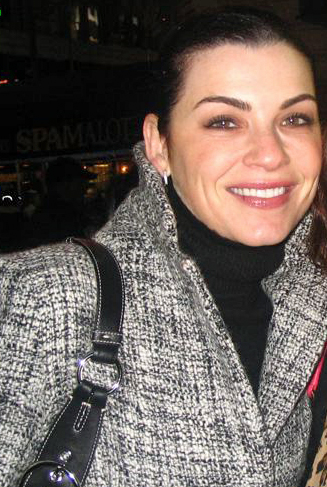
Julianna Margulies v roce 2006

| Rok  | Název                    | Role               | Poznámky |
| ---- | ------------------------ | ------------------ | -------- |
| 1991 | Nemilosrdná spravedlnost | Rica               |          |
| 1997 | Kočovník                 | Jean               |          |
| 1997 | Cesta do ráje            | Topsy Merritt      |          |
| 1998 | Newton Boys              | Louise Brown       |          |
| 1998 | Dražší než rubíny        | Rachel             |          |
| 2000 | Co se vaří?              | Carla              |          |
| 2000 | Dinosaurus               | Neera (hlas)       |          |
| 2002 | Muž z Elysejských polí   | Dena               |          |
| 2002 | Evelyn                   | Bernadette Beattie |          |
| 2002 | Loď duchů                | Maureen Epps       |          |
| 2005 | Slingshot                | Karen              |          |
| 2006 | Hadi v letadle           | Claire Miller      |          |
| 2006 | Darwinovy cesty          | Carla              |          |
| 2006 | Beatiful Ohio            | paní Cubanová      |          |
| 2009 | City Island              | Joyce Rizzo        |          |
| 2011 | No Job for a Woman       | vypravěčka         |          |
| 2012 | Jako za starejch časů    | Nina Hirsch        |          |
| 2017 | Nedotknutelní            | Lily               |          |
| 2017 | Three Christs            | Ruth               |          |

### Seriály
| Rok             | Název                          | Role                  | Poznámky                                   |
| --------------- | ------------------------------ | --------------------- | ------------------------------------------ |
| 1993            | Zákon a pořádek                | Rachel Novaro         | díl: „Murder at Discount“                  |
| 1993            | To je vražda, napsala          | Ruth Mendoza          | díl: „Conduct Unbecoming“                  |
| 1994            | Zločin v ulicích               | Linda                 | 2 díly                                     |
| 1994–2000, 2009 | Pohotovost                     | sestra Carol Hathaway | hlavní role, 132 dílů                      |
| 1998            | Ellen                          |                       | díl: „"Ellen: A Hollywood Tribute: Part 1“ |
| 2001            | Mlhy Avalonu                   | Morgaine              | limitovaný seriál, 8 dílů                  |
| 2001            | Jenifer                        | Jenifer psychiatrička | TV film                                    |
| 2003            | Hitler: Vzestup zla            | Helene Hanfstaengl    | 2 díly                                     |
| 2004            | The Grid                       | Maren Jackson         | hlavní role, 2 díly                        |
| 2004            | Scrubs: Doktůrci               | Neena Broderick       | 2 díly                                     |
| 2006            | Pokoj č. 10                    | Jennifer Bloom        | limitovaný seriál, 3 díly                  |
| 2006–2007       | Rodina Sopránů                 | Julianna Skiff        | 4 díly                                     |
| 2008            | Zákon podle Canterburyové      | Elizabeth Canterbury  | hlavní role, 6 dílů                        |
| 2009–2016       | Dobrá manželka                 | Alicia Florrick       | hlavní role, 156 dílů                      |
| 2010            | Sezame, otevři se              | Dr. Berger            | díl: „Big Bird Sprains His Wing“           |
| 2014            | Makers: Women Who Make America | vypravěčka            | díl: „Women in Business“                   |
| 2017            | Nightcap                       | samu sebe             | díl: „Out of the Box“                      |
| 2018            | Dietland                       | Kitty Montgomery      | hlavní role, 10 dílů                       |
| 2019            | Zákeřná ebola                  | dr. Nancy Jaax        | minisérie                                  |